# Echaporã
Echaporã este un oraș în São Paulo (SP), Brazilia.